# Zamek w Barczewie
Zamek w Barczewie – zamek biskupi z XIV wieku, który znajdował się w Barczewie. Zniszczony w pożarze w 1798 roku.

## Historia
Zamek w Barczewie polecił zbudować w 1364 roku biskup Jan II Styprock równocześnie z murami miasta, jednak do faktycznej budowy mogło dojść w ciągu kilkunastu następnych lat. Zamek znajdował się w narożu płn.wschodnim murów obronnych otaczających miasto. Zbudowano go w kształcie czworoboku z dwoma równoległymi budynkami połączonymi murami. W narożniku południowo-wschodnim przypuszczalnie istniała wieża. Zamek zniszczono w czasie Wojny głodowej w roku 1414, jednak wkrótce go odbudowano. Na początku Wojny trzynastoletniej zamek zajęli propolscy powstańcy ze Związku Pruskiego, jednak w roku 1455 zaciężne oddziały krzyżackie, którymi dowodził Jerzy von Schlieben (Jorge von Sliwen), odbiły go z rąk powstańców i utrzymały do końca wojny w 1466 roku. W czasie ostatniej wojny między Królestwem Polskim a Zakonem Krzyżackim w latach 1519–21, w styczniu 1521 roku wojska zakonne próbowały zdobyć zamek, jednak mimo ostrzału artyleryjskiego odstąpiły od szturmu. 
W 1594 roku zamek spłonął, jednak niedługo potem został odbudowany i był użytkowany przez kapitułę warmińską. Barczewski zamek był aż do czasu rozbiorów siedzibą zarządcy dóbr biskupich, jednak pożar z 1798 roku dokonał tak rozległych zniszczeń, że podjęto decyzję o częściowej rozbiórce zamku. Najlepiej zachowane skrzydło mieszkalne w latach 1826–1832 przebudowano w stylu klasycystycznym wg projektu Friedricha Leopolda Schimmelpfenniga i zaadaptowano na szkołę ewangelicką. W latach 60. XX wieku budynek został wyremontowany na potrzeby Włókienniczej Spółdzielni Pracy "Warmianka". Do zachodniej ściany budynku dobudowano w tym czasie magazyn. 
Z dawnego zamku biskupiego zachował się jedynie przebudowany budynek, który kryje w sobie gotyckie fragmenty muru oraz sklepione piwnice. Pozostałości te znajdują się w centrum miasta przy ulicy Nowowiejskiego 9.